# Clavidesmus monnei
Clavidesmus monnei là một loài bọ cánh cứng trong họ Cerambycidae.